# 奇亞拉錢卡山
18°12′30″S 66°49′46″W / 18.20833°S 66.82944°W
奇亞拉錢卡山（Ch'iyara Ch'ankha），是玻利維亞的山峰，位於該國西部奧魯羅省的潘塔萊翁達倫斯省，西北面是漢科卡拉尼山和紐紐科柳山，南面是穆魯科柳山，屬於安第斯山脈的一部分，海拔高度4,566米。